# 村田和雄
村田 和雄（むらた かずお、1935年（昭和5年） - ）は、日本の実業家、ヨットマン。元ユアサコーポレーション代表取締役専務。2006年、自らの70歳の記念行事として太平洋単独横断に挑戦。処女航海で成功。静岡市出身。

## 人物・経歴
1954年、静岡県立静岡高等学校卒業。1959年、横浜国立大学工学部卒業、湯浅電池入社。1981年から1989年までイギリス駐在。ユアサコーポレーション代表取締役専務を経て、2000年退任。2005年までデルタ電子上級顧問。筑波大学ビジネススクール非常勤講師（2年間）。京都ヨットクラブ所属。
入社から14年で新製品の研究開発と商品開発、量産工場の建設を担当。ユミクロン電池を開発、アメリカの学会で発表した。1973年、電池製造工場を京都長田野に作った。1981年、英国サウスウェールズに電池工場を建設することになり、生産開始3年目にして女王賞を受賞した。

### 70歳太平洋処女航海
1962年に堀江謙一が達成した小型ヨット単独無寄港太平洋横断航海に感動。自分でもいつかやってみたいという気持ちが湧いたが、すでに23歳の堀江より3歳年上で、就職も結婚もし、仕事をする決意を固めていたことから、定年を迎えたのちの、44年後の70歳での挑戦となった。2006年の計画にあたっては、堀江謙一にアドバイスを仰いでいる。船を発注することから始め、8.7mの船を完成させ、家族と友人の協力のもと、2006年5月21日和歌山を出港、96日間をかけ、2006年8月24日（現地の暦では8月23日）サンフランシスコに到着した。身体も船も無傷に近い状態であった。2007年、太平洋上から友人たちに送った50篇の便りを中心にまとめた航海記『70歳太平洋処女航海』を出版。高校の後輩で大学のヨットクラブの友人でもあった、元ヤマハ発動機会長長谷川至が序文を寄せている。

## 著書
- 『70歳太平洋処女航海』 エイバックズーム 2007.6

## 受賞歴
- 電気化学協会棚橋賞
- 英国女王賞（英国ユアサ電池）
- 日本インダストリアル・エンジニアリンク協会文献賞
- 国際レーザー協会アウトスタンディング・アチーブメント・アウォード